# Courage (bier)
Courage is een Belgisch bier van hoge gisting.
Het bier wordt sinds december 2009 gebrouwen in Brouwerij De Dochter van de Korenaar te Baarle-Hertog.
Het is een roodbruin winterbier met een alcoholpercentage van 8%.